# Jarit
Jarit is een bestuurslaag in het regentschap Lumajang van de provincie Oost-Java, Indonesië. Jarit telt 11.763 inwoners (volkstelling 2010).